# Mirador de la plaça de l'Església (el Masnou)
El mirador de la plaça de l'Església és una obra del municipi del Masnou (Maresme) inclosa en l'Inventari del Patrimoni Arquitectònic de Catalunya.

## Descripció
Espai públic rectangular en forma de plaça urbanitzada situat al davant de l'església parroquial de Sant Pere del Masnou. Per la seva situació elevada respecte als carrers i edificis que l'envolten, forma un mirador des d'on es pot veure el port del Masnou. La plaça actua de mirador davant del mar, amb l'església de Sant Pere al seu darrere, que és el punt més alt del turó.
La barana, que es desenvolupa en dos dels seus costats, és de vidre amb el passamà tubular d'acer galvanitzat. Per impedir l'accés de vehicles hi ha unes pilones també d'acer galvanitzat. El paviment és uniforme i està dividit en quadrícules per franges blanques girades respecte els dos eixos de la plaça.
A causa del gran desnivell del terreny en aquest indret, el mirador fa de sostre de l'actual Arxiu Municipal del Masnou, situat a la part inferior i que està format exclusivament per una gran nau rectangular. El mirador, juntament amb l'edifici inferior, fou construït l'any 1957. Aquest edifici acollí el Museu Municipal de Nàutica des de la seva inauguració –l'any 1962– fins al 1999. La plaça es va reformar l'any 2000.